# Chikaneea holleroniae
Chikaneea holleroniae är en svampart som beskrevs av B. Sutton 1973. Chikaneea holleroniae ingår i släktet Chikaneea, divisionen sporsäcksvampar och riket svampar.   Inga underarter finns listade i Catalogue of Life.